# Cory Lekkerkerker
Cory Lekkerkerker (25 de julio de 1981 en Upland, California) es un exjugador profesional de Futbol americano Tackleador  y que también jugó en la posición de linebacker, actualmente es agente libre. Firmó como agente libre para San Diego Chargers en 2005. Como colegial jugó en UC Davis.
También participó con Miami Dolphins, Dallas Cowboys y Tennessee Titans en la National Football League, California Redwoods y Sacramento Mountain Lions en la United Football League. Es hermano menor de Brad Lekkerkerker que juega para  Oakland Raiders.